# Marcel Chennaux
Marcel Chennaux (ur. 4 września 1912 w Bech-Kleinmacher, zm. 29 sierpnia 2004 w Luksemburgu) – luksemburski strzelec, olimpijczyk.
Brał udział w Letnich Igrzyskach Olimpijskich 1960 (Rzym). Startował w kwalifikacjach do trapu, których jednak nie przeszedł (uzyskał 79 punktów).